# Long John Silver (musikalbum)
Long John Silver är ett musikalbum av Jefferson Airplane släppt 1972. Albumet var det sista Jefferson Airplane spelade in innan gruppen omorganiserades till Jefferson Starship. Titelspåret som handlar om en vision om försäljning av legaliserade marijuana-cigarrer brukar räknas som ett av de bättre spåren. Albumet nådde 20:e plats på albumlistan i USA.

## Låtlista
Sida 1
1. "Long John Silver" (Jack Casady/Grace Slick) – 4:22
2. "Aerie (Gang of Eagles)" (Slick) – 3:53
3. "Twilight Double Leader" (Paul Kantner) – 4:42
4. "Milk Train" (Papa John Creach/Slick/Roger Spotts) – 3:18
5. "The Son of Jesus" (Kantner) – 5:27

Sida 2
1. "Easter?" (Slick) – 4:00
2. "Trial by Fire" (Jorma Kaukonen) – 4:31
3. "Alexander the Medium" (Kantner) – 6:38
4. "Eat Starch Mom" (Kaukonen/Slick) – 4:34

## Medverkande
Musiker (Jefferson Airplane-medlemmar)
- Jack Casady – basgitarr, bas-balalajka
- Joey Covington – percussion, trummor, sång
- Paul Kantner – gitarr, sång
- Jorma Kaukonen – sologitarr, sång
- Grace Slick – piano, sång
- Papa John Creach – violin på "Pretty as You Feel", "Wild Turkey" och "When the Earth Moves Again"

Bidragande musiker
- Bill Laudner – sång på "War Movie"
- Will Scarlett – munspel på "Third Week in the Chelsea"[4]
- Carlos Santana – gitarr på "Pretty as You Feel"[4]
- Michael Shrieve – trummor på "Pretty as You Feel"[4]

Produktion
- Jefferson Airplane – producent
- Allen Zentz – ljudtekniker
- Masterful Maurice (Pat Ieraci) – ljudtekniker
- Acy Lehman – omslagsdesign
- Grace Slick – omslagskonst
- Bill Thompson – omslagskonst
- Gary Blackman – omslagsdesign